# 凍子腳
凍子腳，原寫為凍仔腳，是臺灣嘉義縣中埔鄉的一個傳統地域名稱，位於該鄉南端。相較於今日行政區，其範圍大致包括東興村不含最西部北側凸出部分、三層村東部凸出部分、沄水村西南部凸出部分的東南端。

## 歷史
台灣日治初期，凍子腳地區為一（舊制）街庄，稱為「凍仔腳庄」，隸屬於嘉義東堡。該庄西北與三層崎庄為鄰，北與竹頭崎庄為鄰，東北與中崙庄為鄰，東南邊及南邊東段為後大埔庄，南邊西段為關仔嶺庄，西邊為白水溪庄。
1901年（日治明治三十四年）11月，全台設置二十廳，該庄隸屬於嘉義廳。1903年（明治三十六年）6月，該庄編入「中埔區」，隸屬於嘉義廳。1909年（明治四十二年）10月，合併二十廳為十二廳，中埔區仍隸屬於嘉義廳。1920年（大正九年），廢十二廳改設五州二廳，該庄改制並雅化為「凍子腳」大字，隸屬於臺南州嘉義郡中埔庄（新制街庄）。
戰後中埔庄改制為中埔鄉，隸屬於臺南縣，大字亦改制為村。1950年雲、嘉、南分治，中埔鄉改隸屬於嘉義縣。

## 聚落
本地區發展較早的聚落有八寶藔、竹仔棋、凍仔腳、竹仔林等，在日治期初期的官方地圖上已有記載。

## 交通
縣道172號是嘉義縣布袋鎮布袋市區至嘉義縣中埔鄉澐水的道路。
鄉道嘉141線是澐水至中崙的道路。